# Gorkosladolike
Gorkosladolike (lat. Solanales), red biljaka dvosupnica. Sastoji se od najmanje 5 porodica s preko 4000 vrsta među kojima su najmanje 40 ugoženih a 11 je invazivnih. Najznačajnija među njima je porodica Solanaceae s rodom solanum koja obuhvaća neke otrovne (solanin) ali jestive vrste biljaka.
Ime hrvatskog naziva reda dolazi po vrsti gorkoslad (Solanum dulcamara), poznatoj i kao paskvica.

## Porodice
Po jednoj klasifikaciji red obuhvaća porodice Convolvulaceae Juss.; Hydroleaceae Berchtold & J. Presl; Montiniaceae (Engl.) Nak.; Solanaceae Juss.; i Sphenocleaceae (Lindl.) Mart. ex DC.

## Podjela
1. Familia Montiniaceae Nakai (5 spp.)
  1. Tribus Montinieae DC.
    1. Montinia Thunb. (1 sp.)
    2. Grevea Baill. (3 spp.)

  2. Tribus Kaliphoreae Reveal
    1. Kaliphora Hook. fil. (1 sp.)
2. Familia Sphenocleaceae T. Baskerv. (1 sp.)
  1. Sphenoclea Gaertn. (1 sp.)
3. Familia Hydroleaceae R. Br. ex Edwards (11 spp.)
  1. Hydrolea L. (11 spp.)
4. Familia Convolvulaceae Juss. (1941 spp.)
  1. Subfamilia Humbertioideae Roberty
    1. Humbertia Comm. ex Lam. (1 sp.)

  2. Subfamilia Convolvuloideae Burnett
    1. Tribus Cardiochlamydeae Stefanovic & D. F. Austin
      1. Cordisepalum Verdc. (2 spp.)
      2. Cardiochlamys Oliv. (2 spp.)
      3. Dinetus Buch.-Ham. ex D. Don (8 spp.)
      4. Porana Burm.fil. (2 spp.)
      5. Duperreya Gaudich. (3 spp.)
      6. Poranopsis Roberty (3 spp.)
      7. Tridynamia Gagnep. (5 spp.)

    2. Tribus Erycibeae Hogg
      1. Erycibe Roxb. (72 spp.)

    3. Tribus Dichondreae Choisy ex G. Don
      1. Dichondra J.R.Forst. & G.Forst. (15 spp.)
      2. Falkia L.fil. (3 spp.)
      3. Nephrophyllum A. Rich. (1 sp.)
      4. Metaporana N. E. Br. (6 spp.)
      5. Calycobolus Willd. ex Schult. (18 spp.)
      6. Dipteropeltis Hallier fil. (3 spp.)
      7. Rapona Baill. (1 sp.)

    4. Tribus Cresseae C.B.Clarke
      1. Hildebrandtia Vatke (11 spp.)
      2. Seddera Hochst. (27 spp.)
      3. Cladostigma Radlk. (3 spp.)
      4. Evolvulus L. (109 spp.)
      5. Cressa L. (5 spp.)
      6. Bonamia Thouars (70 spp.)
      7. Stylisma Raf. (6 spp.)
      8. Wilsonia R. Br. (3 spp.)
      9. Itzaea Standl. & Steyerm. (1 sp.)
      10. Neuropeltis Wall. (12 spp.)
      11. Neuropeltopsis Ooststr. (1 sp.)
      12. Keraunea Cheek & Sim.-Bianch. (5 spp.)

    5. Tribus Maripeae Webb & Berthel.
      1. Dicranostyles Benth. (16 spp.)
      2. Maripa Aubl. (20 spp.)
      3. Lysiostyles Benth. (1 sp.)

    6. Tribus Jacquemontieae Stefanovi. & D. F. Austin
      1. Jacquemontia Choisy (107 spp.)

    7. Tribus Cuscuteae Burnett
      1. Cuscuta L. (210 spp.)

    8. Tribus Aniseieae Stefanovic & D. F. Austin
      1. Tetralocularia O´Donnell (1 sp.)
      2. Odonellia K. R. Robertson (3 spp.)
      3. Aniseia Choisy (3 spp.)

    9. Tribus Convolvuleae Dumort.
      1. Convolvulus L. (198 spp.)
      2. Calystegia R. Br. (26 spp.)
      3. Polymeria R. Br. (8 spp.)

    10. Tribus Merremieae D. F. Austin
      1. Remirema Kerr (1 sp.)
      2. Distimake Raf. (47 spp.)
      3. Camonea Raf. (5 spp.)
      4. Operculina Silva Manso (14 spp.)
      5. Hyalocystis Hallier fil. (2 spp.)
      6. Hewittia Wight & Arn. (1 spp.)
      7. Xenostegia D. F. Austin & Staples (6 spp.)
      8. Decalobanthus Ooststr. (15 spp.)
      9. Merremia Dennst. ex Endl. (40 spp.)
      10. Daustinia Buril & A. R. Simões (1 sp.)

    11. Tribus Ipomoeeae Hallier fil.
      1. Ipomoea L. (819 spp.)
5. Familia Solanaceae Juss. (2905 spp.)
  1. Subfamilia Schizanthoideae Hunz.
    1. Schizanthus Ruiz & Pav. (14 spp.)

  2. Subfamilia Duckeodendroideae Reveal
    1. Duckeodendron Kuhlm. (1 sp.)

  3. Subfamilia Goetzeoideae Thorne & Reveal
    1. Reyesia Clos (4 spp.)
    2. Tsoala Bosser & D´Arcy (1 sp.)
    3. Metternichia J. C. Mikan (1 sp.)
    4. Coeloneurum Radlk. (1 sp.)
    5. Henoonia Griseb. (1 sp.)
    6. Espadaea A. Rich. (1 sp.)
    7. Goetzea Wydler (2 spp.)

  4. Subfamilia Petunioideae Thorne & Reveal
    1. Tribus Petunieae Horan.
      1. Fabiana Ruiz & Pav. (16 spp.)
      2. Calibrachoa Cerv. (29 spp.)
      3. Petunia Juss. (18 spp.)
      4. Brunfelsia L. (50 spp.)
      5. Leptoglossis Benth. (6 spp.)
      6. Nierembergia Ruiz & Pav. (21 spp.)
      7. Hunzikeria D´Arcy (3 spp.)
      8. Plowmania Hunz. & Subils (1 sp.)

    2. Tribus Schwenckieae Hunz.
      1. Melananthus Walp. (5 spp.)
      2. Heteranthia Nees & Mart. (1 sp.)
      3. Schwenckia L. (20 spp.)

  5. Subfamilia Cestroideae Burnett
    1. Tribus Benthamielleae Hunz.
      1. Pantacantha Speg. (1 sp.)
      2. Combera Sandwith (2 spp.)
      3. Benthamiella Speg. ex Wettst. (12 spp.)

    2. Tribus Salpiglossideae Benth.
      1. Salpiglossis Ruiz & Pav. (5 spp.)

    3. Tribus Cestreae Dumort.
      1. Sessea Ruiz & Pav. (23 spp.)
      2. Vestia Willd. (1 sp.)
      3. Cestrum L. (191 spp.)

    4. Tribus Browallieae Hunz.
      1. Protoschwenkia Soler. (1 sp.)
      2. Browallia L. (24 spp.)
      3. Streptosolen Miers (1 sp.)

  6. Subfamilia Nicotianoideae Miers
    1. Tribus Nicotianeae Dumort.
      1. Nicotiana L. (86 spp.)

    2. Tribus Anthocercideae G. Don
      1. Symonanthus Haegi (2 spp.)
      2. Anthocercis Labill. (10 spp.)
      3. Duboisia R. Br. (4 spp.)
      4. Cyphanthera Miers (8 spp.)
      5. Crenidium Haegi (1 sp.)
      6. Anthotroche Endl. (3 spp.)
      7. Grammosolen Haegi (4 spp.)

  7. Subfamilia Solanoideae Burnett
    1. Tribus Jaboroseae Miers
      1. Jaborosa Juss. (23 spp.)
      2. Latua Phil. (1 sp.)

    2. Tribus Nolaneae Rchb.
      1. Sclerophylax Miers (14 spp.)
      2. Nolana L. fil. (65 spp.)
      3. Lycium L. (99 spp.)

    3. Tribus Hyoscyameae Endl.
      1. Atropa L. (5 spp.)
      2. Anisodus Link (4 spp.)
      3. Hyoscyamus L. (33 spp.)
      4. Atropanthe Pascher (1 sp.)
      5. Przewalskia Maxim. (2 spp.)
      6. Scopolia Jacq. (3 spp.)
      7. Physochlaina G. Don (10 spp.)
      8. Subtribus neopisan
        1. Exodeconus Raf. (6 spp.)

      9. Subtribus Mandragorinae
        1. Mandragora L. (3 spp.)

    4. Tribus Solandreae Miers
      1. Solandra Sw. (10 spp.)
      2. Schultesianthus Hunz. (8 spp.)
      3. Trianaea Planch. & Linden (3 spp.)
      4. Merinthopodium Donn. Sm. (3 spp.)
      5. Poortmannia Drake (1 sp.)
      6. Dyssochroma Miers (3 spp.)
      7. Markea Rich. (16 spp.)
      8. Doselia A. Orejuela & Särkinen (4 spp.)
      9. Juanulloa Ruiz & Pav. (8 spp.)
      10. Hawkesiophyton Hunz. (3 spp.l

    5. Tribus Nicandreae Lowe
      1. Nicandra Adans. (3 spp.)

    6. Tribus Datureae Dumort.
      1. Trompettia J. Dupin (1 sp.)
      2. Datura L. (12 spp.)
      3. Brugmansia Pers. (8 spp.)

    7. Tribus Solaneae Dumort.
      1. Jaltomata Schltdl. (76 spp.)
      2. Solanum L. (1367 spp.)

    8. Tribus Salpichroeae
      1. Nectouxia Kunth (1 sp.)
      2. Salpichroa Miers (18 spp.)

    9. Tribus Capsiceae Dumort.
      1. Lycianthes (Dunal) Hassl. (152 spp.)
      2. Capsicum L. (43 spp.)

    10. Tribus Physalideae Miers
      1. Subtribus Iochrominae Reveal
        1. Iochroma Benth. (40 spp.)
        2. Trozelia Raf. (2 spp.)
        3. Saracha Ruiz & Pav. (7 spp.)
        4. Dunalia Kunth (6 spp.)
        5. Eriolarynx (Hunz.) Hunz. (4 spp.)
        6. Vassobia Rusby (2 spp.)

      2. Subtribus Withaniinae Bohs & Olmstead
        1. Cuatresia Hunz. (17 spp.)
        2. Deprea Raf. (56 spp.)
        3. Withania Pauquy (13 spp.)
        4. Athenaea Sendtn. (22 spp.)
        5. Discopodium Hochst. (2 spp.)
        6. Tubocapsicum (Wettst.) Makino (2 spp.)
        7. Archiphysalis Kuang (2 spp.)
        8. Nothocestrum A. Gray (4 spp.)

      3. Subtribus Physalidinae Reveal
        1. Physaliastrum Makino (6 spp.)
        2. Tzeltalia E. Estrada & M. Martínez (3 spp.)
        3. Schraderanthus Averett (1 sp.)
        4. Darcyanthus Hunz. ex N. A. Harriman (1 sp.)
        5. Brachistus Miers (5 spp.)
        6. Witheringia L´Hér. (14 spp.)
        7. Leucophysalis Rydb. (1 sp.)
        8. Oryctes S. Watson (1 sp.)
        9. Calliphysalis Whitson (1 sp.)
        10. Alkekengi Mill. (2 spp.)
        11. Quincula Raf. (1 sp.)
        12. Cataracta Zamora-Tav., O. Vargas & M. Martínez (1 sp.)
        13. Chamaesaracha (A. Gray) Benth. ex Franch. & Sav. (15 spp.)
        14. Capsicophysalis (Bitter) Averett & M. Martínez (1 sp.)
        15. Physalis L. (90 spp.)